# Österreichisches Bundesnetzwerk Sportpsychologie
Das Österreichische Bundesnetzwerk Sportpsychologie (ÖBS) ist ein gemeinnütziger Verein, der Methoden und Diagnostik der Sportpsychologie für österreichische Spitzensportler, Mannschaften, Trainer und Sportpsychologen anbietet. Das ÖBS wurde 2005 von Günter Amesberger und Christopher Willis initiiert, die konstituierende Versammlung fand am 10. Januar 2006 statt. Der Verein hat etwa 120 Mitglieder und ist Teil des europäischen Verbandes für Sportpsychologie FEPSAC.

## Vereinsstruktur
Das Österreichische Bundesnetzwerk Sportpsychologie arbeitet mit vier hauptamtlich Angestellten in drei sogenannten Kompetenzzentren: In Wien, Salzburg und Innsbruck. Projekte können sowohl von den Angestellten, als auch von den Mitgliedern betreut und durchgeführt werden.

### Aufsichtsrat
Das ÖBS hat einen Aufsichtsrat, der sich durch Vertreter folgender Organisationen zusammensetzt:
- Bundesministerium für Landesverteidigung und Sport (BMLVS)
- „Team Rot-Weiss-Rot“, dem Förderprogramm für Spitzensport des BMLVS
- Bundesministerium für Wissenschaft, Forschung und Wirtschaft
- Bundesministerium für Bildung und Frauen
- Österreichische Sporthilfe
- Bundes Sportförderungsfond

Darüber hinaus werden die ordentlichen Mitglieder des Vereins durch eine Person im Aufsichtsrat vertreten.

### Finanzierung
Das ÖBS wird zum Teil vom Sportministerium Österreichs finanziert.